# Рада жіночих ініціатив
Рада жіночих ініціатив (РЖІ) - об’єднання жінок та чоловіків, створене у 2016 році з метою збільшення представлення жінок в українській політиці. Місією РЖІ є реалізація європейських стандартів гендерної рівності шляхом збільшення представленості жінок у вищих державних та політичних органах влади. З 2018 року головою "Ради жіночих ініціатив" є Ольга Неманежина 

## Історія "Ради жіночих ініціатив"
Історія РЖІ розпочалася, коли 26 травня 2016 року новостворена ініціативна група «Рада жіночих ініціатив» провела засідання, а наступного дня відбулися установчі збори, де було офіційно створено об’єднання «Рада жіночих ініціатив». Підтримку ініціативній групі надав Національний Демократичний Інститут (НДІ) - було організовано стратегічну сесію.
З червня по грудень 2016 року представницями «Ради Жіночих Ініціатив» було проведено ряд презентацій та лекцій на такі теми: «Гендерний аналіз та експертиза», «Практичні соціально-економічні аспекти гендерної рівності» та інші. З жовтня по грудень пройшло 3 стратегічні сесії в Києві, Кривому Розі та Маріуполі щодо реформування освіти шкіл. Восени 2016 року «Рада жіночих ініціатив» отримали нагороду ICPS «За сприяння участі жінок у політиці».
За 2017 – 2018 роки РЖІ провели більше 30 тренінгів в таких містах України: Запоріжжя, Тернопіль, Донецьк, Чернівці, Кривий Ріг, Харків, Полтава, Тростянець, Київ, Одеса та інші. Теми тренінгів були такими: «Практичні аспекти гендерної рівності в політиці», «Жіноче політичне лідерство», «Фандрайзинг», «Фасилітація та модерація», «Повноваження місцевого депутата», «Навчання дорослих», «Стратегії внутрішньої комунікації», тощо.
З вересня 2017 по квітень 2018 відбувалась реалізація проекту “Школа жіночого політичного лідерства” за підтримки SILC (Шведський міжнародний ліберальний центр). Проект включав 5 модулів і тривав 6 місяців. Участь у ньому взяли 40 жінок. Серед тем, які порушувалися під час проекту були: «Практичні аспекти гендерної рівності в політиці. Гендерний аналіз та експертиза», «Діяльність місцевих депутатів», «Підготовка к виборчої кампанії», «Юридичний супровід виборчої кампанії. Фандрайзинг», «Публічні виступи. Гендерна полісі».
"Рада жіночих ініціатив” проводить експертизу рішень  місцевих органів влади, законопроектів ВРУ. В липні 2018 року представниці “Ради жіночих ініціатив” Ольга Неманежина та Марія Максимкова приїхали до міста Чорткова, Тернопільська область, та провели тренінг “Практичні аспекти гендерної рівності. Гендерний аналіз та експертиза” в залі Місцевої ради міста.  За липень – вересень було створено 7 обласний організацій РЖІ та обрано Голови організацій в Одеській (Ольга Бекетова), Чернівецькій (Марія Нікітіна), Дніпропетровській (Ірина Голоднова), Рівненській (Юлія Денега), Полтавській (Оксана Гуйда), Київській (Ольга Неманежина) та Тернопільській (Світлана Щур). Планується створення обласних РЖІ у всіх регіонах України.
15 вересня 2018 року Головою «Ради жіночих ініціатив» було обрано Ольгу Неманежину.
«Рада жіночих ініціатив» виступає за внесення змін до Закону України «Про вибори народних депутатів» та «Про місцеві вибори», а також до «Про ЦВК», щодо впровадження обов’язкової 50% квоти на висування кандидатів. З цього приводу 6 вересня відбулася акція під стінами ВРУ “Жінок в Раду! Жінкам – владу!”, де були присутні членкині “Ради жіночих ініціатив”.

## Напрямки діяльності "Ради жіночих ініціатив"
- Політичний напрямок – залучення більшої кількості жінок на керівні посади в політичні партії;
- Виборчий напрямок – підготовка та підтримка майбутніх кандидаток на місцеві та парламентські вибори, написання гендерної частини програми;
- Проектний напрямок – це реалізація громадсько-соціальних ініціатив та проектів в різних регіонах України (як «Доступне місто» м.Чернівці, «Модернізація та сталий розвиток – нова екологічна політика» м.Кривий Ріг, «Нова Полтава» м. Полтава, «Реформування управління школами» м.Київ та інші).[2]

РЖІ займається питанням зовнішніх зв’язків з міжнародними партнерами (партіями, організаціями, фондами, лідерами). Представниці РЖІ проходили навчання в Міжнародній академії політичного лідерства м. Гуммерсбах (Німеччина), Європейській жіночій академії політичного лідерства в Грузії та Болгарії, програма «Жіноче політичне лідерство» MASHAV в Ізраїлі (де брала участь член РЖІ Ксенія Гнатовська). Представниці РЖІ представляли інтереси організації на Міжнародному форумі гендерної рівності в м. Стокгольм (Швеція), на з’їзді місцевих депутатів Шведської Ліберальної партії м. Вестерос (Швеція), Форумі молодих політиків в Парламенті Грузії м.Тбілісі, 1-й Конференції з гендерної рівності опозиційних сил Білорусі м.Мінськ, на З’їзді об’єднання ALDE м.Амстердам (Нідерланди), Зустріч з представниками FDP в м.Берлін (Німеччина), спостереження за місцевими виборами в Данії м. Хольбек. Міжнародна конференція ліберальних партнерів в м. Київ - 7-11 червня 2018 року.

## Членство, зв’язки
РЖІ підтримує зв’язки з такими організаціями: NDI, SILC, F.Naumann, NIMD.
Представниці РЖІ входять до Громадської Ради МФО «Рівні Можливості» при ВРУ.